# ユガテ
ユガテは、埼玉県飯能市にある集落。漢字表記は「湯ヶ手」あるいは「湯ヶ天」。標高290m。奥武蔵山地の中にある平坦地。農地があり野菜等が栽培されている。周囲を森に囲まれていて、地元NPOによる森づくりの活動が行われている。最寄り駅は東吾野駅。天覧山と鎌北湖を結ぶ奥武蔵自然歩道が通り、その他にも周辺へのハイキングコースがある。